# Partizán emlékmű (Majszin)
A majszini Partizán emlékmű műemlékké nyilvánított szobor Romániában, Máramaros megyében. A romániai műemlékek jegyzékében az MM-IV-m-A-04828 sorszámon szerepel.